# Kaljo Kiisk
Kaljo Kiisk (n. 3 decembrie 1925, Vaivina⁠(d), Toila Rural Municipality⁠(d), RSS Estonă, URSS – d. 20 septembrie 2007, Tallinn, Estonia) a fost un actor, regizor și politician eston. El este cel mai cunoscut pentru rolul lui Kristjan Lible din Primăvara (1969, în estonă Kevade), Vara (1976, Suvi) și Toamna (1990, Sügis), adaptări cinematografice ale romanelor omonime ale lui Oskar Luts și ca Johannes Saarepera din serialul dramatic de lungă durată de pe canalul ETV, Õnne 13. Activitatea sa s-a întins pe o jumătate de secol, din 1953 până în 2007.

## Tinerețe
Kiisk s-a născut și a crescut în comitatul Viru. În 1944, la vârsta de 18 ani, a servit în unitatea antiaeriană a Diviziei a 20-a Waffen-SS de Infanterie de Voluntari (1-a estonă) și a luat parte la Bătălia de pe linia Tannenberg. După al doilea război mondial, a reușit să-și ascundă trecutul militar față de ocupanții sovietici. În 1946, a absolvit Școala Gimnazială I din Rakvere și s-a înscris la Universitatea de Tehnologie din Tallinn. El s-a mutat anul următor la Institutul de Stat de Teatru al RSS Estone și, în 1948, la Academia Rusă de Arte Teatrale (GITIS). A absolvit în 1953 și s-a întors în Estonia unde s-a alăturat Teatrului Dramatic Eston (Eesti Draamateater).

## Carieră

Monument in memoriam al lui Kaljo Kiisk din Jõhvi.

### Teatru, film și televiziune
Prima sa piesă de teatru a fost o adaptare a romanului lui Oskar Luts Primăvara (în estonă Kevade), care a fost pusă în scenă împreună cu Kulno Süvalep în 1954, în care Kiisk a jucat rolul strălucitorului, dar neliniștitului Joosep Toots. 
Din 1955 până în 1990, a lucrat ca actor și regizor de film la Tallinnfilm. Cele mai notabile lucrări ale sale ca regizor au inclus Vallatud kurvi (1959) și Ohtlikud kurvid (1961), Nebunie (1969) și Nipernaadi (1983). A scris scenariul filmului Primăvara din 1969, o adaptare a popularului roman al lui Oskar Luts, în care a jucat, de asemenea, în rolul clopotarului din Paunvere, Kristjan Lible. Filmul a devenit un clasic al cinematografiei estone.
Din 1993 până în 2007 (la moartea sa), el a jucat în Õnne 13 în rolul lui Johannes Saarepera.

### Politică
Din 1980 până în 1990, Kiisk a fost membru al Sovietului Suprem al RSS Estone și din 1989 până în 1991, membru al Congresului Deputaților Poporului din Uniunea Sovietică. În 1995 și 1999, a fost ales în parlamentul eton (Riigikogu) ca membru al Partidului Reformist Eston.

## Viață personală
Kiisk s-a căsătorit cu colega sa de clasă Zinaida Ivanova în 1947. Au avut o fiică, Riina, care s-a căsătorit cu actorul și poetul Juhan Viiding. Poeta Elo Viiding este nepoata sa.

## Filmografie

### Film
| Titlu                                                              | An   | A lucrat ca | A lucrat ca | A lucrat ca | A lucrat ca                        | Note                                                |
| Titlu                                                              | An   | Regizor     | Scenarist   | Actor       | Rol                                | Note                                                |
| ------------------------------------------------------------------ | ---- | ----------- | ----------- | ----------- | ---------------------------------- | --------------------------------------------------- |
| Yachts at Sea (Jahid merel)                                        | 1955 | Da          |             | Da          | Heino                              | Asistent de regie                                   |
| Andrus' Happiness (Andruse õnn)                                    | 1955 |             |             | Da          | Teder                              |                                                     |
| The Turning Point (Pöördel)                                        | 1957 | Da          |             |             |                                    | Asistent de regie                                   |
| June Days (Juunikuu päevad)                                        | 1957 | Da          |             |             |                                    |                                                     |
| Naughty Curves (Vallatud kurvid)                                   | 1959 | Da          |             |             |                                    |                                                     |
| One village men (Ühe küla mehed)                                   | 1961 |             |             | Da          | Raimond                            |                                                     |
| Dangerous Curves (Ohtlikud kurvid)                                 | 1961 | Da          |             |             |                                    |                                                     |
| Ice drift (Jääminek)                                               | 1962 | Da          |             |             |                                    |                                                     |
| Traces (Jäljed)                                                    | 1963 | Da          |             |             |                                    |                                                     |
| We Were 18 Years Old (Me olime 18-aastased)                        | 1965 | Da          |             |             |                                    |                                                     |
| What Happened to Andres Lapeteus? (Mis juhtus Andres Lapeteusega?) | 1966 |             |             | Da          | Ants Pajuviidik                    |                                                     |
| Midday Ferryboat (Keskpäevane praam)                               | 1967 | Da          |             |             |                                    |                                                     |
| Madness (Hullumeelsus)                                             | 1968 | Da          |             | Da          | Om armonic                         |                                                     |
| Primăvara (Kevade)                                                 | 1969 |             | Da          | Da          | Kristjan Lible                     | Ecranizare după roman omonim de Oskar Luts          |
| en:Old Toomas Has Been Stolen (Varastati Vana Toomas)              | 1970 |             |             | Da          | Old Thomas                         | Film muzical                                        |
| Windy Coast (Tuuline rand)                                         | 1971 | Da          |             |             |                                    |                                                     |
| To Step Ashore (Maaletulek)                                        | 1972 | Da          |             | Da          | Harald                             |                                                     |
| Unusual story (Tavatu lugu)                                        | 1973 |             |             | Da          | Detectiv Kaur                      |                                                     |
| Red violin (Punane viiul)                                          | 1974 | Da          |             | Da          | Comandant                          |                                                     |
| Indrek                                                             | 1975 |             |             | Da          | Voitinski                          |                                                     |
| Death under sail (Nāve zem buras)                                  | 1976 |             |             | Da          | Detectiv-Sergent Aloysius Birrell  |                                                     |
| Summer (Suvi)                                                      | 1976 |             |             | Da          | Kristjan Lible                     |                                                     |
| Ask the Dead About the Price of Death (Surma hinda küsi surnutelt) | 1977 | Da          |             | Da          | Doctor                             |                                                     |
| Wild violets (Metskannikesed)                                      | 1980 | Da          |             |             |                                    |                                                     |
| en:Arabella, the Pirate's Daughter (Arabella, mereröövli tütar)    | 1982 |             |             | Da          | Pompier                            | Adaptare a unei povestiri de Aino Pervik.           |
| en:Nipernaadi                                                      | 1983 | Da          |             |             |                                    |                                                     |
| There Were the Trees... (Puud olid...)                             | 1985 |             |             | Da          | Pakk-Rätsep                        |                                                     |
| In One Hundred Years in May (Saja aasta pärast mais)               | 1986 | Da          |             | Da          | Anchetatorul lui Viktor Kingissepp |                                                     |
| en:Vernanda                                                        | 1988 |             |             | Da          | Bătrân domn                        |                                                     |
| Regina                                                             | 1989 | Da          |             |             |                                    |                                                     |
| Upside Down (Наизнанку)                                            | 1989 |             |             | Da          | Tamm                               | Scurtmetraj                                         |
| Alarm (Äratus)                                                     | 1989 |             |             | Da          | Jaan                               |                                                     |
| Autumn (Sügis)                                                     | 1990 |             |             | Da          | Kristjan Lible                     |                                                     |
| Rahu street (Rahu tänav)                                           | 1991 |             |             | Da          | Eugen                              |                                                     |
| Prompter (Suflöör)                                                 | 1993 | Da          |             |             |                                    |                                                     |
| Victoria (Victoria (Ühe armastuse lugu))                           | 1994 |             |             | Da          | Invitat                            |                                                     |
| Jüri Rumm                                                          | 1994 |             |             | Da          | Bătrân grăjdar                     |                                                     |
| Roller coaster (Ameerika mäed)                                     | 1994 |             |             | Da          | Albert                             |                                                     |
| I'm tired of hating (Ma olen väsinud vihkamast)                    | 1995 |             |             | Da          | Tâmplar                            |                                                     |
| Letters from the East (Kirjad idast)                               | 1995 |             |             | Da          | Fermier bătrân.                    |                                                     |
| Ladybirds' Christmas (Lepatriinude jõulud)                         | 2001 |             |             | Da          | Imanuel (voce)                     | Film de animație                                    |
| Vizita bătrânei doamne (Vana daami visiit)                         | 2006 |             |             | Da          | Doctor                             | Adaptare a piesei de teatru Vizita bătrânei doamne. |
| Hostage (Koer, lennuk ja laulupidu)                                | 2006 |             |             | Da          | Bătrân                             |                                                     |

### Televiziune
| Titlu                                                     | An        | Rol                | Note                                        |
| --------------------------------------------------------- | --------- | ------------------ | ------------------------------------------- |
| My Wife Became a Grandmother (Minu naine sai vanaemaks)   | 1976      | Prieten            | Film                                        |
| Two Couples and Loneliness (Kaks paari ja üksindus)       | 1984      | Fermier            | Film, adaptare a unei povestiri de O. Henry |
| The Dance Around the Steam Boiler (Tants aurukatla ümber) | 1987      | Taavet Aniluik     | Film, adaptare a unui roman de Mats Traat.  |
| Doctor Stockmann (Doktor Stockmann)                       | 1988      | Părinte            | Film                                        |
| An Old Man is Missing His Home (Vana mees tahab koju)     | 1991      | Toomas Simmo       | Film                                        |
| Õnne 13                                                   | 1993–2007 | Johannes Saarepera | 14 sezoane                                  |

## Onoruri
- Ordinul Stelei Albe, clasa a III-a
- Premiul PÖFF pentru activitatea de o viață